# Karmej Katif
Karmej Katif (hebrejsky כרמי קטיף, doslova Vinice Katifu, přepisováno též Karme Katif nebo Karmei Katif) je nově budovaná obec typu společná osada (jišuv kehilati) v Izraeli, v Jižním distriktu, v Oblastní radě Lachiš.

## Geografie
Leží v nadmořské výšce cca 360 metrů v řídce zalesněné krajině na pomezí pahorkatiny Šefela a Judských hor. Severně od obce protéká vodní tok Nachal Lachiš, jižně odtud začíná vyprahlá krajina zvolna přecházející do severního okraje pouště Negev.
Obec se nachází na severozápadním okraji starší vesnice Amacja, cca 37 kilometrů od břehu Středozemního moře, cca 60 kilometrů jihojihovýchodně od centra Tel Avivu, cca 40 kilometrů jihozápadně od historického jádra Jeruzalému a 15 kilometrů jihovýchodně od města Kirjat Gat. Karmej Katif mají obývat Židé, přičemž osídlení v tomto regionu je etnicky zcela židovské. Vesnice leží ovšem jen 3 kilometry od Zelené linie, která odděluje Izrael v jeho mezinárodně uznávaných hranicích od Západního břehu Jordánu s převážně arabskou (palestinskou populací). Počátkem 21. století byly ale tyto arabské oblasti fyzicky odděleny pomocí bezpečnostní bariéry.
Karmej Katif je na dopravní síť napojen pomocí lokální silnice číslo 358, do které tu od jihu ústí silnice číslo 3415.

## Dějiny
Jde o zcela nově budovanou komunitu pro usídlení židovských rodin evakuovaných roku 2005 v rámci plánu jednostranného stažení z osady Katif v pásmu Gazy. V první fázi je zde plánováno 70 bytových jednotek.
Budování Karmej Katif začalo v roce 2012. V únoru 2012 se konalo slavnostní zahájení výstavby. V této etapě se na osídlení vesnice chystalo 60 rodin. Z nich 34 byly rodiny ze zrušené osady Katif, ostatních 26 z jiných vystěhovaných osad v pásmu Gazy. Ti pobývali v provizorních domech v nedaleké Amacji. Start stavebních prací se opozdil o 18 měsíců a umožnila ho až dohoda mezi státem a představiteli vesnice Amacja. Právě na jejích pozemcích Karmej Katif vyrůstá. Příslušná lokalita byla obcí Amacja vrácena státu, který jí za to poskytl jiné pozemky a zároveň umazal část obecních dluhů.
Budoucí vesnice leží v dosud jen řídce obydleném pohraničním regionu, ve kterém od počátku 21. století probíhá intenzivní osidlovací program a vzniklo zde již několik zcela nových komunit.